# Montaldo Scarampi
Montaldo Scarampi (piemontiul: Montad) település Olaszországban, Piemont régióban, Asti megyében. Lakosainak száma 694 fő (2023. január 1.). Montaldo Scarampi Mombercelli, Rocca d’Arazzo és Montegrosso d’Asti községekkel határos.

## Népesség
A település lakossága az elmúlt években az alábbi módon változott:
| Lakosok száma | 770  | 754  | 694  |
|               | 2017 | 2018 | 2023 |